# American Institute of Architects

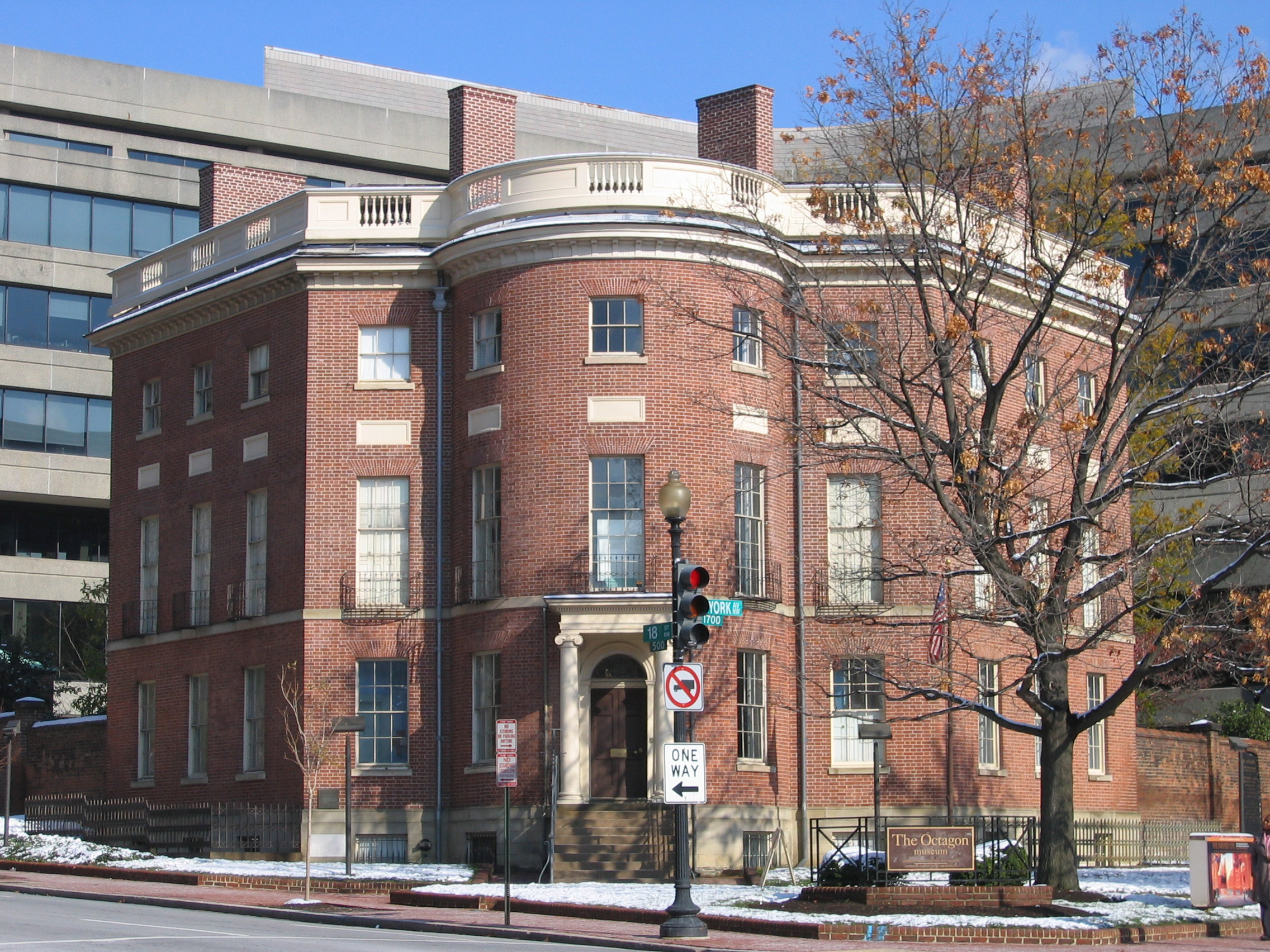
„Octagon House“, gebaut 1799; Architekt: William Thornton.

Das American Institute of Architects (AIA; deutsch Amerikanisches Institut der Architekten) ist ein seit 1857 existierender Berufsverband von Architekten in den Vereinigten Staaten. Der Hauptsitz des AIA befindet sich seit 1898 im historischen Octagon House in Washington, D.C. Neben der Durchführung zahlreicher Programme und Aktivitäten zur Förderung des Berufsstandes vergibt das AIA regelmäßig Ehrungen und Auszeichnungen, darunter die AIA Gold Medal und den Architecture Firm Award.
Heute gehören dem Verband rund 80.000 Mitglieder aus über 300 Länder- und Lokalbereichen, sogenannten „Components“, in den Vereinigten Staaten, dem Vereinigten Königreich, in Europa und Hongkong an. Die Mitgliedschaft in der AIA ist in entsprechende Kategorien eingeteilt. So dürfen beispielsweise nur Architekten, die gesetzlich befugt sind, in den Vereinigten Staaten als Architekt zu arbeiten, die Bezeichnung AIA – Licensed Architect führen. Ansonsten führen sie als Mitglied die Bezeichnung Fellow of the AIA (FAIA; dt.: Mitglied der AIA). Hinzu kommen die Lizenzanwärter als Associate Members und Angehörige anderer Berufsgruppen (Bauingenieure usw.) als Allied Members. Letztere können auf Wunsch zwischen der rein lokalen oder der nationalen Mitgliedschaft in der AIA wählen. Da es keine nationale Kategorie für Studenten in der AIA gibt, schließen sich viele davon den lokalen „Components“ der AIA oder der Organisation American Institute of Architecture Students (AIAS) an.

## Geschichte
Noch zu Beginn des 19. Jahrhunderts bedurfte es in den Vereinigten Staaten keiner besonderen schulischen bzw. akademischen Ausbildung, um den Beruf des Architekten auszuüben. Aufgrund fehlender gesetzlicher Regelungen waren es meist Zimmerleute, Maurer, Steinmetze und ähnliche Handwerker, die als Architekten arbeiteten.
Am 23. Februar 1857 trafen sich in New York City 13 Architekten und gründeten unter dem damaligen Namen New York Society of Architects das Institut. Richard Upjohn wurde von den anderen Gründungsmitgliedern zum ersten Präsidenten des Verbandes gewählt. 1867 wurde in der Satzung aufgenommen, dass der Verband den Zweck verfolge, die Architekten des Kontinents und ihre Leistungen zu vereinigen und die Kunst, die Wissenschaft und das berufliche Handwerk zu fördern. 1889 ging die kurzlebige Western Association of Architects (WAA) aus Chicago in der AIA mit auf.
Da in Washington, D.C. eine weitaus höhere Anzahl an öffentlichen Bauvorhaben durch die Bundesregierung vergeben wurden, verlegte das Institut 1898 seinen Sitz ins dortige Octagon House, wodurch die Unterstützung aus Fonds des Kongresses der Vereinigten Staaten gewährleistet war. Der erste Geschäftsführer im Octagon House war Glenn Brown. Das erste weibliche AIA-Mitglied war Louise Blanchard Bethune.

## Empfänger der Goldmedaille des AIA
(p = postum; Hon. FAIA = Ehrenmitglied des AIA)
- 1907: Sir Aston Webb, RA, Hon. FAIA
- 1909: Charles Follen McKim, FAIA
- 1911: George Browne Post, FAIA
- 1914: Jean-Louis Pascal, Hon. FAIA
- 1922: Victor Laloux, Hon. FAIA
- 1923: Henry Bacon, FAIA
- 1925: Edwin Landseer Lutyens, Hon. FAIA
- 1925: Bertram Grosvenor Goodhue, FAIA
- 1927: Howard Van Doren Shaw, FAIA
- 1929: Milton Bennett Medary, FAIA
- 1933: Ragnar Östberg, Hon. FAIA
- 1938: Paul Philippe Cret, FAIA
- 1944: Louis Henri Sullivan, FAIA
- 1947: Eliel Saarinen, FAIA
- 1948: Charles Donagh Maginnis, FAIA
- 1949: Frank Lloyd Wright
- 1950: Patrick Abercrombie, Hon. FAIA
- 1951: Bernard Ralph Maybeck
- 1952: Auguste Perret, Hon. FAIA
- 1953: William Adams Delano, FAIA
- 1955: Willem Marinus Dudok, Hon. FAIA
- 1956: Clarence Samuel Stein, FAIA
- 1957: Ralph Walker, FAIA (Centennial Medal of Honor)
- 1957: Louis Skidmore (→ Skidmore, Owings and Merrill), FAIA
- 1958: John Wellborn Root, FAIA
- 1959: Walter Gropius, FAIA
- 1960: Ludwig Mies van der Rohe, FAIA
- 1961: Le Corbusier (Charles Edouard Jeanneret-Gris, Hon. FAIA)
- 1962p: Eero Saarinen, FAIA
- 1963: Alvar Aalto, Hon. FAIA
- 1964: Pier Luigi Nervi, Hon. FAIA
- 1966: Kenzō Tange, Hon. FAIA
- 1967: Wallace Kirkman Harrison, FAIA
- 1968: Marcel Breuer, FAIA
- 1969: William Wilson Wurster, FAIA
- 1970: Richard Buckminster Fuller, FAIA
- 1971: Louis I. Kahn, FAIA
- 1972: Pietro Belluschi, FAIA
- 1977p: Richard Joseph Neutra, FAIA
- 1978: Philip Cortelyou Johnson, FAIA
- 1979: Ieoh Ming Pei, FAIA
- 1981: Joseph Luis Sert, FAIA
- 1982: Romaldo Giurgola, FAIA
- 1983: Nathaniel Alexander Owings, FAIA
- 1985p: William Wayne Caudill, FAIA
- 1986: Arthur Erickson, Hon. FAIA
- 1989: Joseph Esherick, FAIA
- 1990: Euine Fay Jones, FAIA
- 1991: Charles Willard Moore, FAIA
- 1992: Benjamin Thompson, FAIA
- 1993p: Thomas Jefferson
- 1993: Kevin Roche, FAIA
- 1994: Norman Foster, Hon. FAIA
- 1995: César Pelli, FAIA
- 1997: Richard Meier, FAIA
- 1999: Frank Gehry, FAIA
- 2000: Ricardo Legorreta, Hon. FAIA
- 2001: Michael Graves, FAIA
- 2002: Tadao Ando, Hon. FAIA
- 2004p: Samuel “Sambo” Mockbee, FAIA
- 2005: Santiago Calatrava, FAIA
- 2006: Antoine Predock, FAIA
- 2007p: Edward Larrabee Barnes, FAIA
- 2008: Renzo Piano, Hon. FAIA
- 2009: Glenn Murcutt, Hon. FAIA
- 2010: Peter Bohlin, FAIA
- 2011: Fumihiko Maki, Hon. FAIA
- 2012: Steven Holl, FAIA
- 2013: Thom Mayne (U.S.)
- 2014p: Julia Morgan, FAIA (erste Frau)
- 2015: Moshe Safdie, FAIA
- 2016: Robert Venturi, FAIA und Denise Scott Brown, FAIA
- 2017p: Paul Revere Williams (erster Afro-Amerikaner)
- 2018: James Stewart Polshek
- 2019: Richard Rogers, Hon. FAIA
- 2020: Marlon Blackwell, FAIA